# Abborrtjärnen (Solleröns socken, Dalarna, 673250-141180)
Abborrtjärnen är en sjö i Mora kommun i Dalarna och ingår i Dalälvens huvudavrinningsområde.